# USS John Paul Jones (DD-932)
USS John Paul Jones (DD-932/DDG-32) là một tàu khu trục lớp Forrest Sherman từng hoạt động cùng Hải quân Hoa Kỳ trong giai đoạn Chiến tranh Lạnh. Nó là chiếc tàu chiến đầu tiên của Hải quân Hoa Kỳ được đặt cái tên này, nhưng là chiếc thứ tư được đặt theo tên Hạm trưởng John Paul Jones (1747-1792), người từng hoạt động dũng cảm trong cuộc Chiến tranh Cách mạng Hoa Kỳ. Nó đã dành hầu hết thời gian hoạt động trước cải biến để phục vụ tại khu vực Đại Tây Dương và Địa Trung Hải. Sau khi được hiện đại hóa và xếp lại lớp thành tàu khu trục tên lửa điều khiển DDG-32 vào năm 1967, con tàu chuyển sang phục vụ thuần túy tại khu vực Thái Bình Dương và Viễn Đông, từng tham gia cuộc Chiến tranh Việt Nam, cho đến khi xuất biên chế vào năm 1982. John Paul Jones cuối cùng bị đánh chìm như mục tiêu vào năm 2001.

## Thiết kế và chế tạo
Khi đưa vào hoạt động, lớp Forrest Sherman là những tàu khu trục Hoa Kỳ lớn nhất từng được chế tạo, dài 418 foot (127 m) và trọng lượng choán nước tiêu chuẩn 2.800 tấn (2.800 tấn Anh). Nguyên được thiết kế theo dự án SCB 85, chúng được trang bị ba pháo 5 inch (127 mm)/54 caliber trên ba tháp pháo đơn (một phía mũi, hai phía đuôi tàu), bốn pháo phòng không 3 inch (76 mm)/50 caliber trên hai tháp pháo đôi, cùng súng cối Hedgehog và ngư lôi chống ngầm.
John Paul Jones được đặt lườn tại xưởng tàu của hãng Bath Iron Works Corporation ở Bath, Maine vào ngày 18 tháng 1, 1954. Nó được hạ thủy vào ngày 7 tháng 5, 1955, được đỡ đầu bởi bà Robert B. Carney, phu nhân Đô đốc Robert B. Carney, và nhập biên chế cùng Hải quân Hoa Kỳ vào ngày 5 tháng 4, 1956 dưới quyền chỉ huy của Hạm trưởng, Trung tá Hải quân R. W. Hayler, Jr.

## Lịch sử hoạt động
Sau khi hoàn tất việc chạy thử máy huấn luyện tại khu vực vịnh Guantánamo, Cuba, John Paul Jones lên đường cho một chuyến đi sang Bắc Âu và quần đảo Anh, nơi Hạm trưởng Hayler và thủy thủ đoàn có dịp viếng thăm nơi sinh của John Paul tại Kirkcudbright. Nó quay trở về cảng nhà Newport, Rhode Island vào ngày 8 tháng 10, 1956. Đến ngày 25 tháng 3, 1957, nó khởi hành cho một lượt biệt phái sang phục vụ cùng Đệ Lục hạm đội tại Địa Trung Hải, rồi đến tháng 5 đã chuyển đến khu vực Đông Địa Trung Hải, sau khi  Vua Hussein của Jordan yêu cầu sự trợ giúp của quốc tế khi chính phủ nước này bị phe cánh tả do Ai Cập hậu thuẩn đe dọa lật đổ. Con tàu về đến Newport vào ngày 6 tháng 6. Nó tham gia một cuộc tập trận trong khuôn khổ Khối NATO tại vùng biển Bắc Đại Tây Dương vào tháng 10, tiếp nối bởi một chuyến viếng thăm ngắn đến Địa Trung Hải, nó đi đến Fall River, Massachusetts vào ngày 27 tháng 11. Sang tháng 1, 1958, nó tham gia cuộc tập trận hạm đội tại vùng biển Caribe.
Vào mùa Xuân năm 1958, John Paul Jones tham gia cơ động huấn luyện phối hợp cùng tàu chiến thuộc Hải quân Hoàng gia Canada tại vùng biển Đại Tây Dương. Nó tiếp tục huấn luyện dọc theo vùng bờ Đông và tại vùng biển Caribe trước khi lên đường vào ngày 17 tháng 3, 1959 cho một lượt biệt phái phục vụ khác tại Địa Trung Hải. Nó làm nhiệm vụ gìn giữ hòa bình cùng Đệ Lục hạm đội cho đến ngày 24 tháng 7, khi nó quay trở về Boston.
Sau khi hoạt động cùng Đệ Nhị hạm đội từ căn cứ Newport, John Paul Jones lên đường vào tháng 6, 1960 cho một chuyến đi huấn luyện học viên sĩ quan. Nó lại khởi hành vào ngày 22 tháng 8 cho chuyến viếng thăm Nam Mỹ trong khuôn khổ cuộc Tập trận UNITAS, đi vòng quanh lục địa và viếng thăm nhiều cảng tại các nước đồng minh Nam Mỹ, tham gia các cuộc tập trận với hải quân các nước. Con tàu vòng qua eo biển Magellan để đi dọc theo bờ biển Thái Bình Dương, rồi băng qua kênh đào Panama để quay trở về Newport vào ngày 13 tháng 12.
Trong gia đoạn 1961 và 1962, John Paul Jones thực hành chống tàu ngầm tại vùng biển Caribe và ngoài khơi Newport. Vào tháng 4, 1962, nó tham gia một cuộc duyệt binh hạm đội và phô diễn vũ khí dưới sự thị sát của Tổng thống John F. Kennedy, rồi sang tháng 7 lại có một chuyến đi thực tập mùa Hè dành cho học viên sĩ quan. Đến tháng 10, con tàu tham gia vào hoạt động thu hồi tàu không gian Sigma 7 sau sáu vòng bay quanh quỹ đạo trái đất của phi hành gia Wally Schirra. Ngay sau đó nó tham gia vào hoạt động "cô lập" Cuba trong vụ Khủng hoảng tên lửa Cuba, và sau đó là một lượt biệt phái sang hoạt động cùng Đệ Lục hạm đội tại Địa Trung Hải từ ngày 6 tháng 2 đến ngày 1 tháng 7, 1963. Trong thời gian còn lại của năm 1963, nó thực tập chống tàu ngầm tại vùng biển Đại Tây Dương.
John Paul Jones lại có một lượt biệt phái sang hoạt động cùng Đệ Lục hạm đội tại Địa Trung Hải khi lên đường vào ngày 20 tháng 6, 1964. Nó hoạt động chủ yếu tuần tra chống tàu ngầm tại khu vực Tây Địa Trung Hải cho đến khi quay trở về nhà vào ngày 3 tháng 9. Sang đầu năm 1965, nó tham gia một cuộc tập trận tại vùng biển Caribe, rồi đến ngày 19 tháng 3 đã lên đường tham gia vào hoạt động thu hồi tàu không gian Gemini 3, đưa hai phi hành gia Virgil Grissom và John W. Young bay ba vòng quanh quỹ đạo trái đất. Con tàu chỉ tham gia như tàu thu hồi dự phòng khẩn cấp nếu chuyến bay kết thúc sớm sau hai vòng bay; và sau khi hoàn thành nhiệm vụ dự phòng nó quay trở về Norfolk vào ngày 27 tháng 3. Nó lại đi sang khu vực Địa Trung Hải vào ngày 18 tháng 6, để cùng hải quân các nước Pháp, Hy Lạp và Anh tham gia một cuộc tập trận khác trong khuôn khổ Khối NATO.
Từ ngày 20 tháng 12, 1965 đến ngày 15 tháng 3, 1967, John Paul Jones được cải biến thành một tàu khu trục tên lửa điều khiển tại Xưởng hải quân Philadelphia. Trong quá trình cải biến, cầu tàu được thay đổi đáng kể, và nó được nâng cấp vũ khí phòng không với tên lửa đất đối không RIM-24 Tartar và vũ khí chống ngầm là tên lửa RUR-5 ASROC; ngoài ra, hệ thống động lực được cải tiến toàn bộ, cũng như bổ sung thêm nhiều thiết bị điện tử tiên tiến. Nó được xếp lại lớp với ký hiệu lườn mới DDG-32 vào ngày 15 tháng 3, 1967.
Trong giai đoạn từ tháng 1, 1968 cho đến tháng 8, 1972, John Paul Jones đã tham gia hoạt động trong cuộc Chiến tranh Việt Nam trong nhiều lượt phục vụ khác nhau. Nó vẫn đang phục vụ cùng Hạm đội Thái Bình Dương khi được cho xuất biên chế vào ngày 15 tháng 12, 1982. Tên nó được cho rút khỏi danh sách Đăng bạ Hải quân vào ngày 30 tháng 4, 1986; và con tàu bị đánh chìm như một mục tiêu ngoài khơi bờ biển California vào ngày 31 tháng 1, 2001, tại tọa độ 32°00′6″B 121°36′23″T / 32,00167°B 121,60639°T.